# Johann Fehrmann
Johann Fehrmann (* 22. Oktober 1908 in Lehe; † 4. Dezember 1973 in Bremerhaven) war ein Politiker (Deutsche Partei (DP)) aus Bremerhaven und er war Mitglied der Bremischen Bürgerschaft.

## Biografie

### Ausbildung und Beruf
Fehrmann war als Rechtsbeistand in Bremerhaven tätig.

### Politik
Fehrmann war seit 1946 Mitglied in der DP von Bremerhaven und 1947 zeitweise Hospitant bei der Bremer Demokratischen Volkspartei – Bürgerschaftsfraktion.
Von 1947 bis 1959 war er mit einer Unterbrechung 9 Jahre lang Mitglied der Bremischen Bürgerschaft und in verschiedene Deputationen der Bürgerschaft tätig. In der 2. Wahlperiode der Bürgerschaft legte er 1947 sein Mandat nieder, war aber dann wieder ab 1951 Bürgerschaftsabgeordneter.